# اوروسی (مجارستان)
اوروسی (به مجاری: Oroszi) یک شهرداری در مجارستان است که در وسپرم واقع شده‌است. اوروسی ۴٫۷۴ کیلومتر مربع مساحت و ۱۳۳ نفر جمعیت دارد.